# Microregiunea Lengyeltóti
Microregiunea Lengyeltóti (în maghiară Lengyeltóti kistérség) a fost o microregiune statistică (kistérség) din județul Somogy, Ungaria.
Cu o populație de 11.260 locuitori și o suprafață de 272,62 km2, aceasta a existat până în 2014, când în Ungaria, microregiunile ”kistérségek” au fost înlocuite de districte (járások).